# Лигурско море
Лигурско море се налази између обала италијанских области Лигурија и Тоскана са једне и острва Корзика и Елба са друге стране. Најважнија лука је Ђенова, а други град по важности је Ливорно. Северозападна обала је позната по пријатној клими и лепоти обале, у њеном пордужетку се налази чувена Азурна обала. Највећа дубина је 2850 m северозападно од Корзике.

## Географија
Море граничи са Италијом све до границе са Француском и француским острвом Корзика. На истоку се море граничи са Тиренским морем, док се на западу граничи са самим Средоземним морем. Ђенова је најистакнутији град у овој области. Северозападна обала је позната по својој лепоти и повољној клими.
Ђеновски залив је његов најсевернији део. Море прихвата реку Арно са истока и многе друге реке које потичу са Апенина. Луке Ђенова, Ла Специја и Ливорно налазе се на његовој каменитој обали. Достиже максималну дубину од више од 9,300 ft (2,835 m) северозападно од Корзике.
Према студији из 1983. године, од 1977. серија експерименталних анализа о варијацијама нивоа мора у Ђенови и Империји истакла је „постојање сејшског таласа са средњим периодом од 5,8 сати“, чији разлози у то време још нису били објашњени. Лигурско море је моделовано као правоугаони полузатворени басен са уздужном дужином од 40 km и попречним од 10 km, са просечном константном дубином од 2000 m.

### Опсег
Међународна хидрографска организација дефинише границе Лигурског мора на следећи начин:

На југозападу. Линија која спаја рт Корс (Рт Гросо, 9°23′E) северну тачку Корзике до границе између Француске и Италије (7°31′E).
На југоистоку. Линија која спаја рт Корз са острвом Тинето (44° 01′ N 9° 51′ E / 44.017° С; 9.850° И) и одатле преко острва Тино и Палмарија до тачке Сан Пјетро (44° 03′ N 9° 50′ E / 44.050° С; 9.833° И) на обали Италије.
На северу. Лигуријска обала Италије.

## Протицања
Лигуријско море је оптерећено модификованом атлантском водом (МАВ) на његовој површини и Левантијском средњом водом у дубини. Такође је прекривено двема главним струјама које окружују острво Корзика: струјом Западне Корзике и Тиренском струјом која допире до Канала Корзике.

## Конзервација
Да би се обезбедила заштита бројних врста китова (китови и делфини; плискавице се не налазе у овом делу Средоземног мора) у Лигурском мору, пограничне земље су 1999. године успоставиле статус мора као SPAMI. Међународно уточиште китова у Лигурском мору сада покрива 84.000 km2 (32.000 sq mi) обухватајући територијалне воде као и отворено море.

## Галерија
- Маса[4]
- Ливорно[5][6]
- Роглијано[7][8]
- Пјетракорбара[9]
- Портовенере[10][11]
- Палмарија
- Ла Специја[12][13]
- Вернаца[14][15]
- Корниљија[16]
- Монтеросо ал Маре[17][18]
- Риомађоре[19][20][21]
- Манарола[22][23]
- Сори[24]
- Ђенова[25][26][27][28]
- Савона[29]
- Черијале
- Аласио
- Лајгвеља
- Империја[30]
- Санремо[31][32]
- Вентимиља
- Кан[33][34]
- Монако[35][36][37][38]
- Антиб[39][40]